# Dave Charlton
David William Charlton (Brotton, Yorkshire, Reino Unido; 27 de octubre de 1936-Johannesburgo, Sudáfrica; 24 de febrero de 2013) fue un piloto sudafricano de automovilismo. Fue seis veces campeón nacional de Fórmula 1 y corrió en 14 Grandes Premios del Campeonato Mundial.

## Biografía
David Charlton nació el 27 de octubre de 1936 en Brotton, Yorkshire, Gran Bretaña. Dave rivalizó en la lucha por el título con John Love en el campeonato de la Fórmula 1 Sudafricana, comprando una sucesión de monoplazas que había competido por el título mundial, a lo largo de los años 60 y 70. Logró seis campeonatos consecutivos entre 1970 y 1975 en el campeonato nacional.
Dave hizo su debut en el Campeonato Mundial de F1 en 1965 en el Gran Premio de Sudáfrica, en East London, donde su Lotus 20, aunque no clasificó. En 1967, 1968 y 1970 disputó su GP nacional con la Scuderia Scribante, inicialmente con un Brabham BT11 y luego con un Lotus 49C exJo Bonnier, con el que acabó la carrera en duodécima posición. En 1971, Dave fue llamado por los equipos oficiales Brabham y Lotus, abandonando en Sudáfrica y no largando en los Países Bajos. Condujo un Lotus 72D en el Gran Premio de Gran Bretaña antes de adquirirlo, con el compitió posteriormente en pruebas nacionales. Volvió al año siguiente al Europeo para disputar tres carreras para Scribante, que no pudo acabar. Entre 1973 y 1975 condujo solamente en el GP local, usando también un McLaren M23, antes de retirarse definitivamente de la F1.
Dave entre 1965 y 1975 estuvo presente en trece Grandes Premios, pero solo se calificó en once. Su mejor clasificación en carrera fue un decimosegundo puesto en 1970 en Sudáfrica con un Lotus-Ford, mientras que su mejor posición en una parrilla de salida fue el octavo lugar en 1967 en Sudáfrica con un Brabham-Climax.
Falleció el 24 de febrero de 2013 en la ciudad sudafricana de Johannesburgo, a los 76 años de edad.